# Бугский лиман
Бу́гский лима́н (укр. Бузький лиман) — залив в северной части Чёрного моря, у берегов Украины. Длина 47 км, ширина до 11 км.
В лиман впадают реки Южный Буг и Ингул. Объединяясь с Днепровским лиманом, образует Днепро-Бугский лиман.
На берегу Бугского лимана расположен город Николаев.

## История
26 марта 1944 года на лимане проводилась десантная операция старшего лейтенанта Ольшанского. Из села Богоявленск на нескольких лодках отправились 55 добровольцев. До места операции в порту Николаева они шли на вёслах пять часов, пройдя пятнадцать километров. Вступив в бой с фашистами отряду удалось освободить город. В честь этого события в месте отправки в современном микрорайоне Жовтневое на берегу Бугского лимана установлена мемориальная гранитная глыба с памятной надписью о героях (46°52′20″ с. ш. 32°00′33″ в. д.).